# كينغمان (إنديانا)
كينغمان (بالإنجليزية: Kingman, Indiana)‏ هي معلم جغرافي تقع في الولايات المتحدة في مقاطعة فاونتن (إنديانا). يقدر عدد سكانها بـ 511 نسمة ومساحتها 2.12 كم2 وترتفع عن سطح البحر 214 متر.

## التركيبة السكانية
قام مكتب تعداد الولايات المتحدة بتحديد بيانات التركيبة السكانية لكينغمان في تعداد الولايات المتحدة. في ما يلي، التركيبة السكانية حسب تعدادي 2000 و2010.

### تعداد عام 2000
بلغ عدد سكان كينغمان 538 نسمة بحسب تعداد عام 2000، وبلغ عدد الأسر 218 أسرة وعدد العائلات 136 عائلة مقيمة في البلدة. في حين سجلت الكثافة السكانية 659.2 نسمة لكل ميل مربع (254.5/كم2). وبلغ عدد الوحدات السكنية 237 وحدة بمتوسط كثافة قدره 290.4 نسمة لكل ميل مربع (112.1/كم2).
وتوزع التركيب العرقي للبلدة بنسبة 99.07% من البيض و 0.93% من الأمريكيين الأصليين.
بلغ عدد الأسر 218 أسرة كانت نسبة 28.4% منها لديها أطفال تحت سن الثامنة عشر تعيش معهم، وبلغت نسبة الأزواج القاطنين مع بعضهم البعض 49.5% من أصل المجموع الكلي للأسر، ونسبة 10.1% من الأسر كان لديها معيلات من الإناث دون وجود شريك، وكانت نسبة 37.2% من غير العائلات. تألفت نسبة 31.2% من أصل جميع الأسر من أفراد ونسبة 15.6% كانوا يعيش معهم شخص وحيد يبلغ من العمر 65 عاماً فما فوق. وبلغ متوسط حجم الأسرة المعيشية 3.17، أما متوسط حجم العائلات فبلغ 2.47.
بلغ العمر الوسطي للسكان 35 عاماً. وكانت نسبة 27.3% من القاطنين تحت سن الثامنة عشر، وكانت نسبة 11.2% بين الثامنة عشر والأربعة وعشرون عاماً، ونسبة 27.9% كانت واقعةً في الفئة العمرية ما بين الخامسة والعشرون حتى والأربعة وأربعون عاماً، ونسبة 17.8% كانت ما بين الخامسة والأربعون حتى الرابعة والستون، ونسبة 15.8% كانت ضمن فئة الخامسة والستون عاماً فما فوق. يوجد لكل 100 أنثى 101.5 ذكر، ويوجد لكل 100 أنثى في الثامنة عشر من عمرها فما فوق 90.7 ذكر.
بلغ متوسط دخل الأسرة في البلدة 28,438 دولار، أما متوسط دخل العائلة فبلغ 36,875 دولار. وكان متوسط دخل الذكور 29,250 دولار مقابل 22,273 دولار للإناث. وسجل دخل الفرد الخاص بالبلدة 12,815 دولار. وكانت نسبة 13.7% من العائلات ونسبة 16.2% من السكان تحت خط الفقر، وكان من هؤلاء نسبة 27.3% تحت سن الثامنة عشر ونسبة 8.6% في الخامسة والستين من العمر وما فوق.

### تعداد عام 2010
بلغ عدد سكان كينغمان 511 نسمة بحسب تعداد عام 2010، وبلغ عدد الأسر 209 أسرة وعدد العائلات 134 عائلة مقيمة في البلدة. في حين سجلت الكثافة السكانية 623.2 نسمة لكل ميل مربع (240.6/كم2). وبلغ عدد الوحدات السكنية 245 وحدة بمتوسط كثافة قدره 298.8 لكل ميل مربع (115.4/كم2).
وتوزع التركيب العرقي للبلدة بنسبة 97.7% من البيض و 2.0% من عرقين مختلطين أو أكثر.
بلغ عدد الأسر 209 أسرة كانت نسبة 30.1% منها لديها أطفال تحت سن الثامنة عشر تعيش معهم، وبلغت نسبة الأزواج القاطنين مع بعضهم البعض 45.5% من أصل المجموع الكلي للأسر، ونسبة 13.4% من الأسر كان لديها معيلات من الإناث دون وجود شريك، بينما كانت نسبة 5.3% من الأسر لديها معيلون من الذكور دون وجود شريكة وكانت نسبة 35.9% من غير العائلات. تألفت نسبة 32.5% من أصل جميع الأسر من أفراد ونسبة 18.2% كانوا يعيش معهم شخص وحيد يبلغ من العمر 65 عاماً فما فوق. وبلغ متوسط حجم الأسرة المعيشية 2.98، أما متوسط حجم العائلات فبلغ 2.41.
بلغ العمر الوسطي للسكان 38.7 عاماً. وكانت نسبة 26.4% من القاطنين تحت سن الثامنة عشر، وكانت نسبة 6.2% بين الثامنة عشر والأربعة وعشرون عاماً، ونسبة 24.7% كانت واقعةً في الفئة العمرية ما بين الخامسة والعشرون حتى والأربعة وأربعون عاماً، ونسبة 24.9% كانت ما بين الخامسة والأربعون حتى الرابعة والستون، ونسبة 17.8% كانت ضمن فئة الخامسة والستون عاماً فما فوق. وتوزع التركيب الجنسي للسكان بنسبة 49.9% ذكور و50.1% إناث.